# Anii Europeni
În fiecare an, Uniunea Europeană alege să abordeze un subiect pentru a încuraja dezbaterile și dialogul în cadrul și între statele membre. Scopul acestui demers îl reprezintă sensibilizarea cetățenilor europeni față de o anumită chestiune specifică. 
Începând din 1983, Parlamentul European și Consiliul Uniunii Europene au ales o temă anuală de acțiune în fiecare an, pe baza unei propuneri a Comisiei Europene. Anii europeni reprezintă o campanie de conștientizare pentru a educa cetățenii europeni și a atrage atenția guvernelor naționale ale statelor membre asupra unei anumite probleme, pentru a schimba atitudinile și comportamentele atât la nivel național, cât și la nivel european.
| Anul | Denumirea                                                                      | Ref.   |
| ---- | ------------------------------------------------------------------------------ | ------ |
| 2018 | Anul European al Patrimoniului Cultural                                        | [ 3 ]  |
| 2017 | -                                                                              |        |
| 2016 | -                                                                              |        |
| 2015 | Anul European al Dezvoltării                                                   | [ 4 ]  |
| 2014 | Anul European al Cetățenilor                                                   | [ 5 ]  |
| 2013 | Anul European al Cetățenilor                                                   | [ 5 ]  |
| 2012 | Anul European al Îmbătrânirii Active                                           | [ 6 ]  |
| 2011 | Anul Internațional al Voluntarilor                                             | [ 7 ]  |
| 2010 | Anul European pentru Combaterea Sărăciei și Excluziunii Sociale                | [ 8 ]  |
| 2009 | Anul European al Creativității și Inovației                                    | [ 9 ]  |
| 2008 | Anul European al Dialogului Intercultural                                      | [ 10 ] |
| 2007 | Anul European al Egalității de Șanse pentru Toți                               |        |
| 2006 | Anul European al Mobilității Lucrătorilor                                      |        |
| 2005 | Anul European al Cetățeniei prin Educație                                      |        |
| 2004 | Anul European al Educației prin Sport                                          |        |
| 2003 | Anul European al Oamenilor cu Dizabilități                                     |        |
| 2002 | -                                                                              |        |
| 2001 | Anul European al Limbilor                                                      |        |
| 2000 | -                                                                              |        |
| 1999 | Anul European al Acțiunii de Combatere a Violenței împotriva Femeilor          |        |
| 1998 | Anul European al Democrației Locale și Regionale]                              |        |
| 1997 | Anul European împotriva Rasismului și Xenofobiei                               |        |
| 1996 | Anul European al Învățării pe Tot Parcursul Vieții                             |        |
| 1995 | Anul European al Siguranței Rutiere și a Tinerilor Conducători                 |        |
| 1994 | Anul European al Nutriției și Sănătății                                        |        |
| 1993 | Anul european al persoanelor în vârstă și al solidarității între generații     |        |
| 1992 | Anul european al siguranței, igienei și protecției sănătății la locul de muncă |        |
| 1991 | -                                                                              |        |
| 1990 | Anul European al Turismului                                                    |        |
| 1989 | Anul European de Informare privind cancerul                                    |        |
| 1988 | Anul European al Cinematografiei și Televiziunii                               |        |
| 1987 | Anul European al Mediului                                                      |        |
| 1986 | Anul European al Siguranței Rutiere                                            |        |
| 1985 | Anul European al Muzicii                                                       |        |
| 1984 | Anul European al unei Europe a Națiunilor                                      |        |
| 1983 | Anul European al IMM-urilor și al Industriei Meșteșugărești                    |        |